# Villar del Pozo
Villar del Pozo és un municipi de la província de Ciudad Real a la comunitat autònoma de Castella-La Manxa.

## Demografia
| 1991 | 1996 | 2001 | 2004 |
| ---- | ---- | ---- | ---- |
| 192  | 106  | 103  | 117  |